# 4821 Bianucci
4821 Bianucci è un asteroide della fascia principale. Scoperto nel 1986, presenta un'orbita caratterizzata da un semiasse maggiore pari a 3,1340438 UA e da un'eccentricità di 0,1632777, inclinata di 1,17849° rispetto all'eclittica.
L'asteroide è stato scoperto il 5 marzo 1986 da Walter Ferreri all'Osservatorio Australe Europeo (ESO) e intitolato, su proposta dello scopritore, a Piero Bianucci, giornalista, scrittore e divulgatore scientifico.